# Цися (Нанкин)
Цися́ (кит. упр. 栖霞, пиньинь Qīxiá, буквально: «место обитания зари») — район городского подчинения города субпровинциального значения Нанкин провинции Цзянсу (КНР).

## История
В 1953 году в этих местах был образован Район № 9. В 1955 году Район № 9 был переименован в район Цися. В 1963 году из него был выделен Пригородный район, но в 1965 году он был вновь объединён с районом Цися.

## Административное деление
Район делится на 9 уличных комитетов.

## Транспорт
Цися соединён с районом Лухэ на улице Сяньсинь 13,5-километровым автомобильным мостом через Янцзы.